# Eremogone formosa
Eremogone formosa är en nejlikväxtart som först beskrevs av Fisch. och Nicolas Charles Seringe, och fick sitt nu gällande namn av Edward Fenzl. Eremogone formosa ingår i släktet Eremogone och familjen nejlikväxter. Inga underarter finns listade i Catalogue of Life.